# 210P/Christensen
La comète Christensen 1, officiellement 210P/Christensen, est une comète périodique du système solaire, découverte le 26 mai 2003 par Eric J. Christensen.